# Thibault Anselmet
Thibault Anselmet, né le 2 novembre 1997 à Chambéry, est un skieur-alpiniste français.

## Biographie
Aux Championnats du monde de ski-alpinisme 2023 à Boí Taüll, Thibault Anselmet est médaillé d'argent en sprint ainsi que médaillé d'or en relais mixte avec Emily Harrop.